# Paolo Bertolucci
Paolo Bertolucci (Forte dei Marmi, 3 de agosto de 1951) é um ex-tenista profissional italiano.